# River Road (Washington)
River Road és una concentració de població designada pel cens dels Estats Units a l'estat de Washington. Segons el cens del 2000 tenia 450 habitants.

## Demografia
Segons el cens del 2000, River Road tenia 450 habitants, 178 habitatges, i 134 famílies. La densitat de població era de 280,2 habitants per km².
Dels 178 habitatges en un 30,3% hi vivien nens de menys de 18 anys, en un 65,2% hi vivien parelles casades, en un 8,4% dones solteres, i en un 24,7% no eren unitats familiars. En el 19,7% dels habitatges hi vivien persones soles el 9,6% de les quals corresponia a persones de 65 anys o més que vivien soles. El nombre mitjà de persones vivint en cada habitatge era de 2,53 i el nombre mitjà de persones que vivien en cada família era de 2,9.
Per edats la població es repartia de la següent manera: un 22,9% tenia menys de 18 anys, un 6,7% entre 18 i 24, un 21,6% entre 25 i 44, un 24% de 45 a 60 i un 24,9% 65 anys o més.
L'edat mediana era de 44 anys. Per cada 100 dones de 18 o més anys hi havia 93,9 homes.
La renda mediana per habitatge era de 35.893 $ i la renda mediana per família de 46.875 $. Els homes tenien una renda mediana de 36.071 $ mentre que les dones 15.500 $. La renda per capita de la població era de 18.142 $. Cap de les famílies i el 3,4% de la població estaven per davall del llindar de pobresa.

## Poblacions més properes
El següent diagrama mostra les poblacions més properes.